# Sjaak Swart
Pour les articles homonymes, voir Swart.
Jesaia Swart, dit Sjaak Swart, est un footballeur néerlandais né le 3 juillet 1938 à Amsterdam. Surnommé « Mister Ajax », il fait ses débuts à l'Ajax Amsterdam à 18 ans comme attaquant. Il détient le record absolu du nombre de matchs joués pour le club néerlandais avec 603 matchs. Il fait partie du Club van 100. Du haut de son mètre 74, il débute au poste d'ailier droit le 16 septembre 1956 et joue quelques années avec une autre légende de l'époque : Johan Cruyff.
Il s'est par ailleurs forgé un des meilleurs palmarès en club (8 fois champions des Pays Bas, 3 fois vainqueur de la coupe des champions), passant les 17 ans de sa carrière dans son club formateur. Celui qui porte le numéro 8 est aussi le 3e meilleur buteur de l'Ajax en championnat en ayant inscrit 175 buts dans le championnat néerlandais (217 buts toutes compétitions confondues).

## Biographie

### Mister Ajax
Après quelques matchs chez les amateurs d'OVVO, il se fait remarquer par les recruteurs de l'Ajax pour ses qualités qui seront sa marque de fabrique tout au long de sa carrière : sa vitesse et son aptitude à être particulièrement adroit face au but.
Lors de la saison 1958-1959 Swart contribue a écrire une des plus belles pages de l'histoire du club : le match du 5 avril 1959, Feyenoord – Ajax, est diffusé pour la première fois à la télévision et l'Ajax gagne 5-0. En 66-67 l'Ajax emmené par un Swart au sommet de son art (29 buts marqués) réalise le premier doublé (coupe/championnat) de son histoire.
Il participe aux succès européens des années 1970, qu'on appelait alors « Golden Ajax », et qui a vu l'Ajax remporter trois fois la Coupe d'Europe des clubs champions en 1971, 72 et 73 après la finale perdue face au Milan AC en 69. Selon la légende, Swart aurait dit après avoir marqué le but de la qualification dans la demi-finale gagnée face à Benfica (1-0) en 72 : « je devais passer par là par hasard de toutes façons ».
Il dispute 31 matchs avec les Oranjes et marqué 10 buts mais sa carrière internationale reste un échec puisqu'il ne participe à aucune Coupe du monde et qu'il prendra sa retraite peu avant la grande épopée des années 74-78.
Le 19 mai 1973, il joue son dernier match professionnel avec l'Ajax. Il est longuement ovationné par l'ensemble des supporters. Il dira alors que l'Ajax est l'amour de sa vie et restera éternellement dans le cœur des fans.

### L'après carrière
Il joue ensuite régulièrement dans l'équipe des anciens de l'Ajax, il travaille comme agent pour certains jeunes formés à l'Ajax et il ouvre un magasin de cigares dans le Reinwardtstraat.
Le 24 septembre 2005 un pont près du parc d'Amsterdam est nommé le pont "Sjaak Swart".

## Palmarès
- Vainqueur de la Coupe d'Europe des clubs champions en 1971, 1972 & 1973 (Ajax Amsterdam)
- Vainqueur de la Supercoupe de l'UEFA en 1972 & 1973 (Ajax Amsterdam)
- Vainqueur de la Coupe intercontinentale 1972 (Ajax Amsterdam)
- Champion des Pays-Bas en 1957, 1960, 1966, 1967, 1968, 1970, 1972 & 1973 (Ajax Amsterdam)
- Vainqueur de la Coupe des Pays-Bas en 1961, 1967, 1970, 1972 (Ajax Amsterdam)
- Vainqueur de la Coupe Intertoto en 1962 (Ajax Amsterdam)